# Neumühle/Elster
Neumühle/Elster é uma vila e antigo município da Alemanha localizado no distrito de Greiz, estado da Turíngia. Desde dezembro de 2019, foi incorporado à cidade de Greiz.